# Alfázi
Izsák ben Jakob Alfázi ha-Kohen (héberül: ר' יצחק אלפסי, arabul: إسحاق الفاسي), gyakran csak Alfázi, rövidített nevén Rif [Rabbi Izsák al-Fazi] (Beni Hammád-i el-Kala, 1013 – Lucena, 1103. április 20.) az egyik legtekintélyesebb középkori zsidó Talmud-tudós.

## Élete
A mai Algéria területén fekvő Beni Hammád-i el-Kalából származott, de szülőföldjéről 1088-ban a különféle zaklatások miatt kénytelen volt kivándorolni Hispaniába, ahol a lucenai iskolának lett a vezetője. Itt írta meg legjelentősebb művét, a Haláchótot, amelyben a talmudi vitáktól mentesen és a halacha szempontjából felesleges diszkussziókat mellőzve összeállította a Talmud döntvényeit. A könyv tiszta, hű képét adja a Talmudnak, ezért a későbbi évszázadokban Kis Talmudnak, vagyis a Talmud kivonatának nevezték. Annyira egyenértékűnek tekintették Alfázi könyvét és a „nagy” Talmudot, hogy a Talmud 1244-es franciaországi elégetése után a Talmud-magyarázatokat a „Kis Talmud” margóira írták.
Alfázi hangsúlyt helyezett a Jeruzsálemi Talmudra is, bár nem vitatta a Babilóni Talmud elsőségét. Ugyanakkor mellőzte a későbbi tradíciókat, és nem átallott egy-egy gaoni véleményt tévedésnek nevezni. Alfázi tekintélye Hispániában megkérdőjelezhetetlen volt, de a provence-i zsidók nem fogadták el minden véleményét.